# Подлесное (Вологодская область)
Подлесное — упразднённая деревня в Междуреченском районе Вологодской области. Входила в состав Старосельского сельского поселения (с 1 января 2006 года по 8 апреля 2009 года входила в Ноземское сельское поселение), с точки зрения административно-территориального деления — в Ноземский сельсовет.
17 февраля 2020 года упразднена.

## География
Располагалась на реке Нозьма. Расстояние до районного центра Шуйского по автодороге — 24,5 км, до центра муниципального образования Старого по прямой — 8 км. Ближайшие населённые пункты — Семенково, Новая, Михалково.

## Население
| 2010 |
| ---- |
| 0    |

По данным переписи в 2002 году, постоянного населения не было.